# Museo de Bellas Artes de Álava

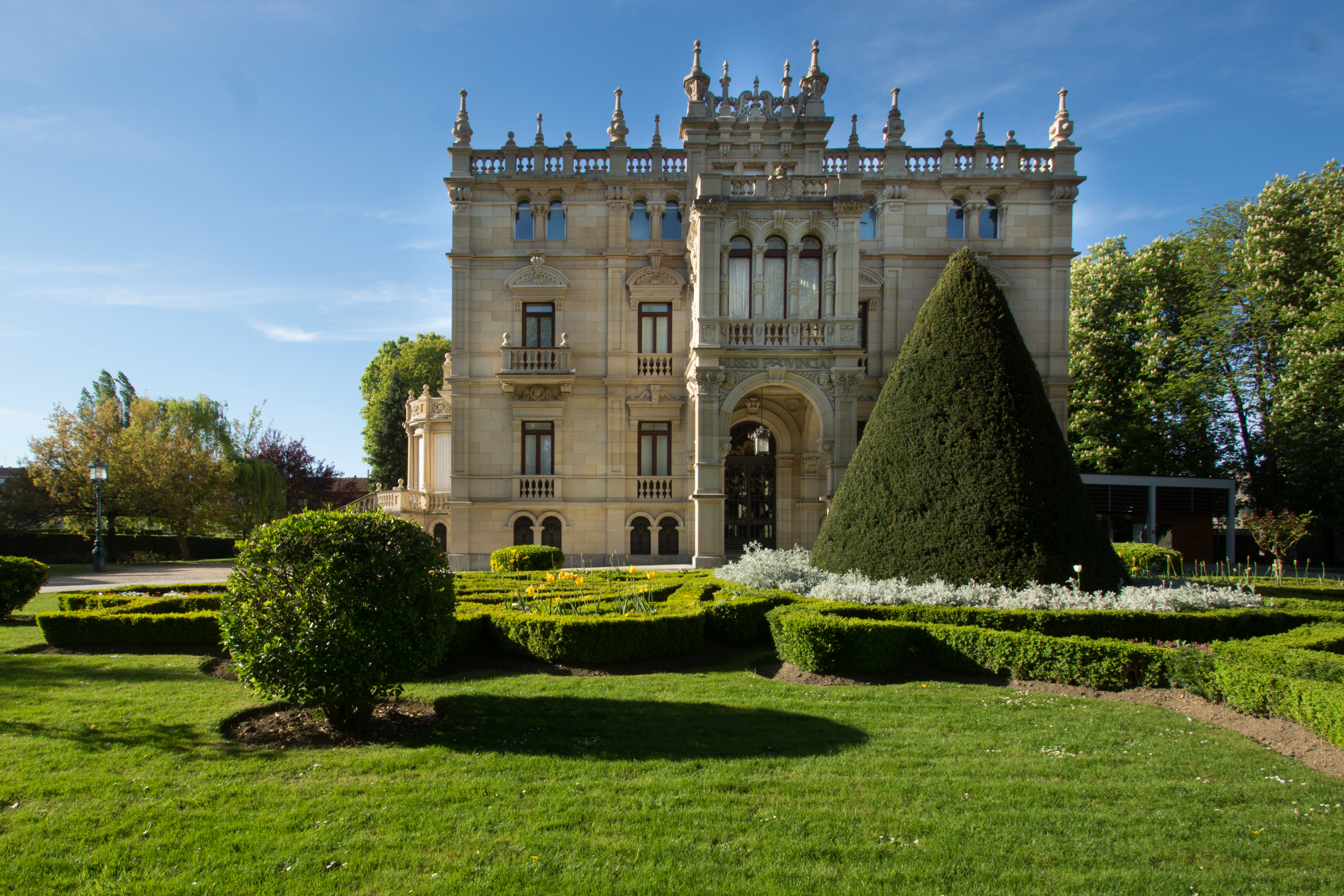
Los jardines del palacio

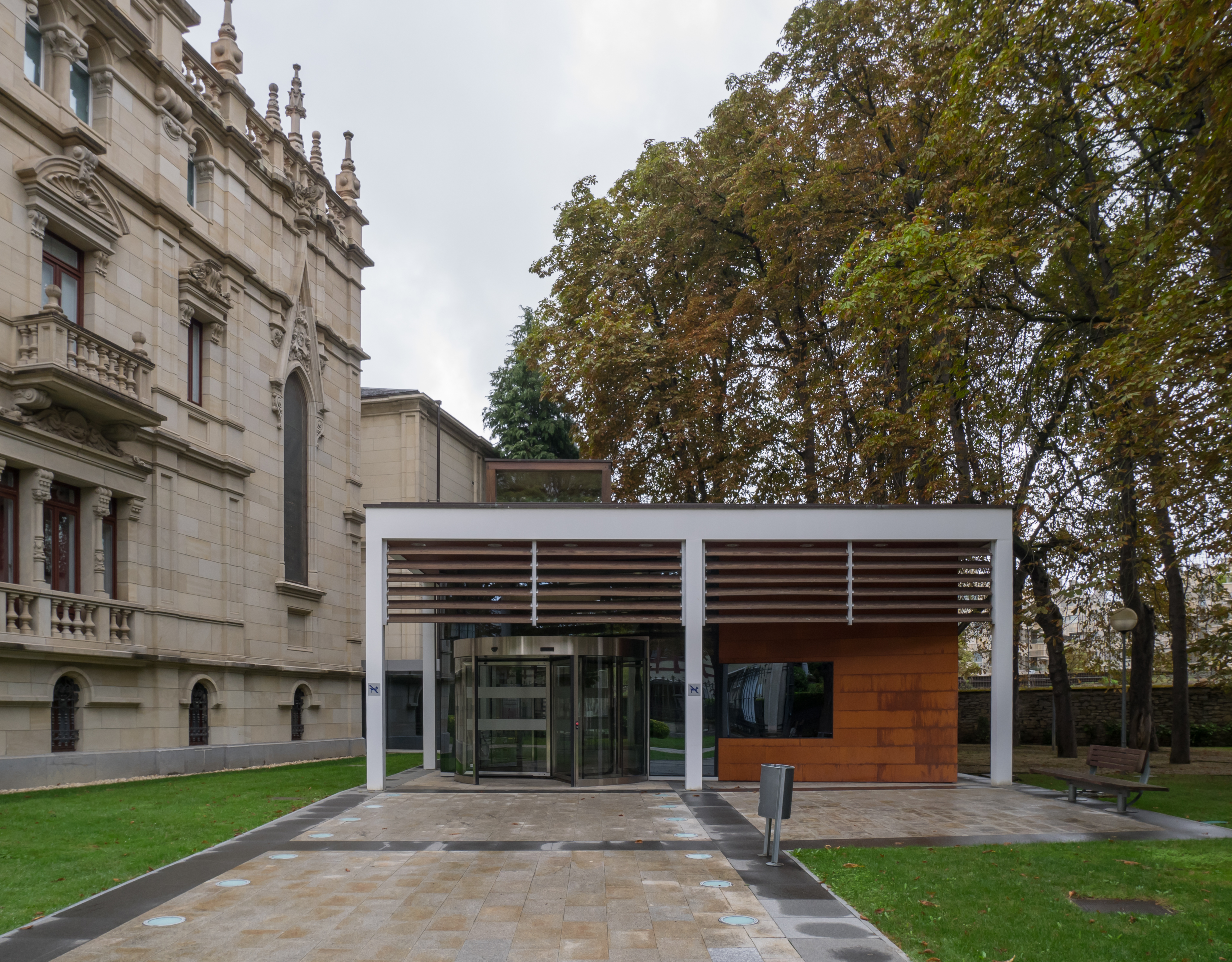
Vista de la ampliación de 2001, con el nuevo acceso

El museo de Bellas Artes de Álava (en euskera: Arabako Arte Ederren Museoa) depende de la Diputación Foral de Álava y está situado en Vitoria, capital del País Vasco. Desde su inauguración en 1942, ha sufrido numerosas transformaciones tanto en lo referente a los edificios que lo componen, como a las colecciones que ha ido albergando, hasta concretarse en la actualidad en un museo dedicado al arte español de los siglos XVIII al XX y de forma más especializada, al arte vasco del periodo 1850-1950. 

## Historia

### Palacio Augustín-Zulueta
En 1912 el matrimonio formado por Elvira Zulueta y Ricardo Augustín inicia la construcción de su residencia particular en el paseo de Fray Francisco, lo que hoy se conoce como palacio Augustín-Zulueta. Elvira, hija de Julián de Zulueta, pertenecía a una acaudalada familia vitoriana y tras su matrimonio en 1905 con el abogado madrileño Ricardo Augustín, deciden construirse un palacete en la zona noble del ensanche vitoriano, conocida como el Paseo de la Senda. 
La dirección de las obras fue encomendada a los arquitectos Julián de Apraiz y Javier de Luque, en este momento los profesionales más reconocidos de la ciudad, ya que en 1906 habían ganado el concurso para la realización de las obras de la Nueva Catedral de Vitoria.
Se trata de un edificio ecléctico con elementos decorativos barrocos, románicos e incluso neovascos. Está articulado en torno a un gran vestíbulo de planta cuadrangular y dividido en sótano, planta baja y dos alturas. Las fachadas están realizadas en piedra arenisca de Fontecha y del interior destacan las labores de ebanistería, tradición muy arraigada en Vitoria. Tanto la capilla como el vestíbulo, que en la actualidad se conservan en perfecto estado, fueron realizadas por la Casa Ibargoitia y las vidrieras, también originales, fueron realizadas por la Casa Maumejean. 
La obra, muy compleja, se terminó en 1916, aunque todavía faltaban algunos detalles y el matrimonio se instaló en ella en el verano de ese año. Sin embargo, en septiembre de 1917, Elvira fallece repentinamente y Ricardo Augustín irá abandonando paulatinamente la ciudad y el palacio queda vacío grandes temporadas. Dado que el matrimonio no tuvo descendencia según la voluntad de Elvira Zulueta, los bienes debían pasar a manos de la Iglesia. En 1924 se llega a un acuerdo económico con la diócesis y Augustín se queda con un capital importante y con la propiedad del palacio, mientras que con la parte que le correspondía a la diócesis se inicia la construcción del Seminario Diocesano. Como agradecimiento, a mediados de la década de los años 20, Augustín recibe el título pontificio de conde de Dávila.
El conde continuará vinculado a la provincia hasta su muerte en 1965 y está enterrado junto con su esposa en la capilla del Seminario Diocesano.

### El museo y sus colecciones
La idea de crear un museo en Álava que fuera capaz de reunir todo el patrimonio disperso era antigua. Ya en 1792 la Sociedad Bascongada de Amigos del País guardaba en el viejo Seminario Eclesiástico de Aguirre de Vitoria una biblioteca, un monetario y una colección de lápidas romanas; en 1844 el gobernador civil estableció en una sala de la Casa Palacio (sede de la Diputación Foral de Álava) una “Galería de cuadros”. A finales del siglo XIX, Federico Baraibar había reunido en unas salas del Instituto de Segunda Enseñanza, actual Parlamento Vasco, lo que él llamaba “Museo incipiente” con mayoría de restos arqueológicos. Asimismo, el Obispado de la diócesis de Vitoria había reunido ciertas piezas que consideraba que estaban en peligro, en algunas dependencias del Seminario; por otra parte, la Escuela de Artes y Oficios albergaba unas salas con obras, fundamentalmente, de artistas alaveses. 
Durante años, la prensa local había formulado en distintos artículos la necesidad de la creación de un museo, y ello se ve plasmado en 1940 con la creación del Consejo de Cultura de la Diputación Foral de Álava, uno de cuyos objetivos fundamentales era la constitución y funcionamiento del Museo, Biblioteca y Archivo Provinciales. El primer paso se dio en 1941 con la compra del Palacio de Augustí-Zulueta destinado a albergar, bajo la denominación de Casa de Álava, tanto las colecciones relacionados con las bellas artes y arqueología como la Biblioteca y el Archivo de la Provincia. Como Museo reunió depósitos de la diócesis de Vitoria para el arte religioso, del museo del Prado y del Arqueológico Nacional, de la Escuela de Artes y Oficios para la pintura local, y algunos depósitos de particulares. Todo ello va configurando un Museo donde se reúnen colecciones diversas que al ir creciendo determinarán la necesidad de ampliaciones y de búsqueda de nuevas sedes, como es el caso de los museos de arqueología y de armería.
Un hito importante en la historia del museo de Bellas Artes de Álava lo constituye el convenio con la Fundación D. Vidal y D. Fernando de Amárica para la exhibición de las obras del pintor Fernando de Amárica. Fruto de este convenio se construye en 1965 un pabellón posterior realizado por el arquitecto provincial Jesús Guinea, ocupando desde esa fecha y hasta la actualidad una sala permanente en la que se muestra una selección de obras del artista. 
1975 es una fecha clave ya que se inicia de manera sistemática la colección de arte contemporáneo, enriquecida en las sucesivas décadas hasta constituir uno de los conjuntos más completos y coherentes de todo el estado español. Paralelamente, el otro gran conjunto de obras de este museo, el de arte vasco, se traslada para su exhibición al palacio ubicado justo enfrente, el palacio de Ajuria Enea, pero por un breve tiempo, de 1978 a 1980. En este último año se tomó la decisión de convertirlo en la residencia oficial del Lehendakari y los fondos volvieron de nuevo al museo provincial.
En este recorrido histórico otra fecha destacada es 1986 cuando la Diputación Foral de Alava adquiere la importante colección de Naipes formada por D. Félix Alfaro Fournier a la empresa naipera de la ciudad, exhibiéndose en sus salas hasta su salida al palacio Bendaña, que es desde el año 1994 la sede del Museo Fournier de Naipes de Álava, integrado en el complejo de museos Bibat.
Por tanto y hasta el año 1999 se ha podido contemplar en el Museo fondos que abarcaban desde el siglo XIII hasta nuestros días, incluyendo un apartado dedicado a la numismática y un Museo de escultura contemporánea al aire libre.
Acabando el milenio, todos los fondos de arte clásico, principalmente depósitos de la diócesis de Vitoria, salieron y conformaron un nuevo museo, el Museo Diocesano de Arte Sacro. Posteriormente, en 2002 y tras numerosos proyectos arquitectónicos, los fondos de arte contemporáneo pasaron definitivamente a Artium. Centro Museo Vasco de Arte Contemporáneo.
En la actualidad el museo de Bellas Artes de Álava se distribuye en tres sectores diferenciados, constituidos por: el edificio originario, el palacio Augustín-Zulueta; la zona de ampliación de los años 60; y el edificio anexo de nueva construcción donde se sitúa el acceso del museo. En esta intervención, efectuada entre los años 1999-2001, todo el conjunto ha sido reformado, se han eliminado barreras arquitectónicas y adecuado a las nuevas necesidades museísticas tanto de accesos, recorrido y servicios a los visitantes.

## Colección actual
El recorrido se inicia en las salas de la planta baja dedicadas al arte vasco de la cronología 1850-1950, donde puede apreciarse la evolución de la pintura partiendo de artistas precursores como Juan Ángel Sáez, Antonio M.ª de Lecuona, Eduardo Zamacois o José Echenagusia entre otros. La exhibición continúa con los lenguajes más innovadores de autores como Adolfo Guiard, Darío de Regoyos o Juan de Echevarría, hasta llegar a los más destacados artistas del periodo anterior al estallido de la guerra civil, como Pablo Uranga, Anselmo Guinea, Julián Tellaeche o Genaro Urrutia.
En esta planta se organizan también exposiciones temporales, tanto de fondos propios como externos.
Ya en el primer piso, encontramos otras obras de artistas vascos, esta vez grandes formatos de Ignacio Zuloaga, Aurelio Arteta, Elías Salaverria, Francisco Iturrino o los hermanos Ramón y Valentín de Zubiaurre, que nos ofrecen un testimonio de la sociedad agrícola e industrial de su entorno y su época, obras en las que conviven los lenguajes artísticos tradicionales con los más modernos.
Por su especial relevancia en la pintura alavesa, una sala está destinada al artista Ignacio Díaz Olano, quien cultivó todo tipo de géneros con preferencia por los temas costumbristas como "La vuelta de la romería del Calvario”, “Rezo del Ángelus en el campo” y “Restaurante”, uno de sus títulos más emblemáticos.
El arte alavés vuelve a estar muy presente en las tres salas del segundo piso dedicadas a Fernando de Amárica con obras pertenecientes a su Fundación y depositadas aquí de forma permanente. El recorrido cronológico permite establecer la sucesión de tendencias estilísticas empleadas a lo largo de su dilatada carrera (realismo, impresionismo, expresionismo) y su especial inclinación a plasmar, principalmente, el paisaje de distintos lugares del territorio vasco y su entorno. 
Situada en la zona correspondiente al Palacio Augustín-Zulueta, la colección de arte español de los siglos XVIII al XX, se muestra a través de retratos, paisajes y escenas costumbristas, obras en las que se aprecia la transición desde una pintura clásica y académica, a los intentos más espontáneos del romanticismo o la posición más directa de autores del movimiento realista. Los retratos de Vicente López, Federico y Raimundo de Madrazo, los paisajes de Carlos de Haes, Aureliano Beruete y la escena de La siesta de los segadores de Josep Maria Sert son un buen ejemplo de ello. 
Estos fondos conforman el núcleo de la exposición permanente del museo; obras que por su importancia se exhiben de forma continuada imprimiendo carácter y personalidad propias a esta institución. Pero también se atiende a la realización de muestras temporales, tanto con fondos propios como ajenos.